# Povodeň v Čechách (1784)

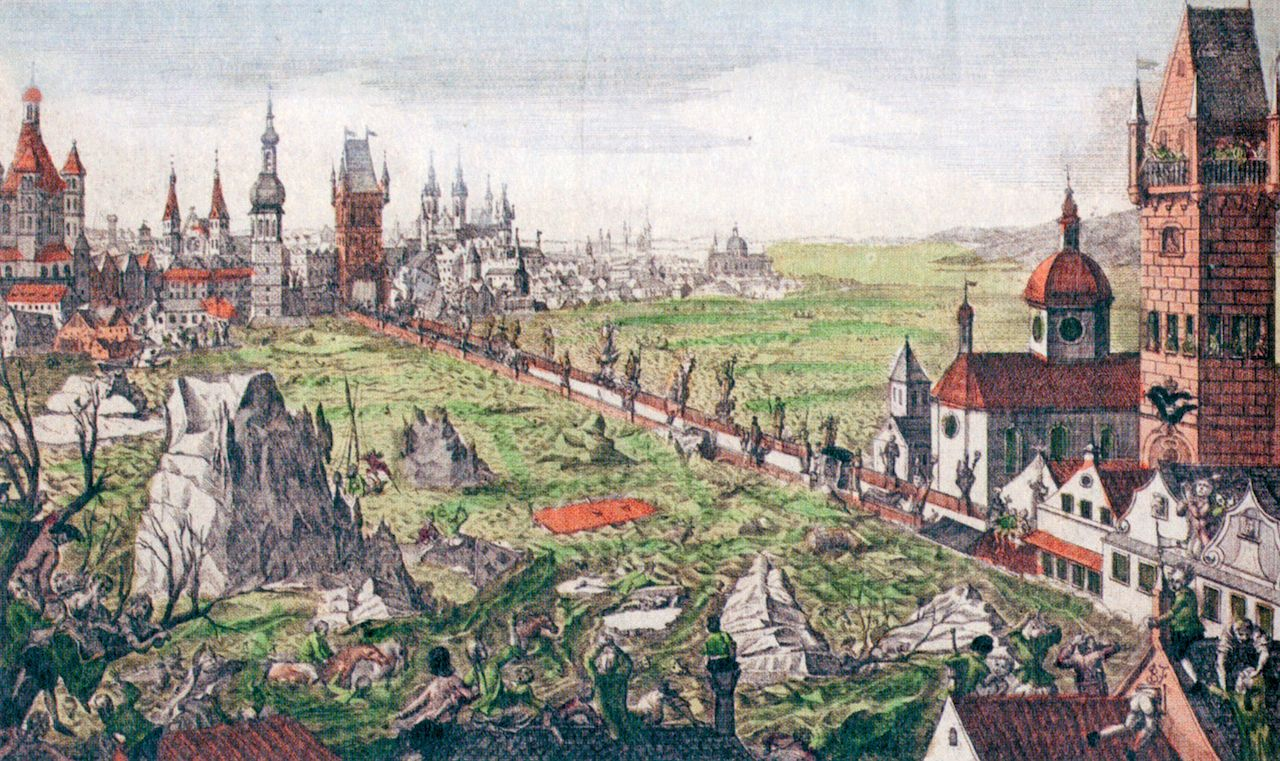
Karlův most za povodně 1784

Povodeň v Čechách v roce 1784 byla velká povodeň, která na přelomu února a března postihla zejména povodí Vltavy a Labe.

## Důvod povodní
V důsledku erupcí islandské sopky Laki (Lakagigar) od léta 1783 došlo k výrazným výkyvům klimatu. Součástí toho byla mimořádně tuhá zima v Evropě, kdy zamrzly řeky a na horách se nahromadilo množství sněhu. Následovalo pak náhlé oteplení a tání velkého množství sněhu na konci února a začátku března. 

## Průběh povodně
K této změně počasí, doprovázené vydatnými dešti, došlo ve střední a západní Evropě po 23. únoru 1784. O čtyři dny později začaly praskat ledy a to současně na hlavních i vedlejších tocích. V povodí Vltavy došlo k velmi rychlému zvednutí hladiny toků na úroveň stoleté nebo dvousetleté vody. V Praze došlo ke kulminaci hladiny 28. února, kdy voda během 12 hodin vystoupila o čtyři metry a její průtok byl vypočten asi na 4580 m³/s. V hlavním městě ten den zatopila 114 ulic, 785 domů a po nárazu ledové kry do vodou podemletého šestého pilíře Kamenného mostu se zřítilo protipovodňové záhlaví kamenné konstrukce i s vojenskou strážnicí s pěti vojáky do Vltavy. Dne 29. února byl poškozen i osmý pilíř Kamenného mostu, kde se nacházela socha sv. Václava s dvěma anděly od Ottavia Mosta, z nichž jeden se zřítil do Vltavy. Torzo zříceného anděla nalezli potápěči pod mostem v roce 2004. Na Labi a dalších českých tocích byly kulminace hladin zaznamenány o den či dva později.
Při povodni také došlo k protržení pražských jezů a snížená hladina Vltavy odhalila pilíře románského Juditina mostu a říční prahy, podle kterých pak Václav Fortunát Durych odvozoval jméno Praha.

## Povodeň v Evropě
Kromě Vltavy a Labe zasáhla povodeň také sousední povodí Dunaje a Odry (Lužická Nisa). V západní Evropě povodeň postihla povodí Rýna, Neckaru, Mosely, Seiny a Loiry. V těchto oblastech je tato povodeň řazena mezi největší zaznamenané povodně v novodobé historii.